# Busuanga
Busuanga es un municipio (tagalo: bayan; cebuano: lungsod; ilongo: banwa; ilocano: ili; a veces munisipyo en tagalo, cebuano e ilongo y munisipio en ilocano)  de tercera categoría perteneciente a la provincia  de Palawan en Mimaropa, Región IV-B de Filipinas. 

## Barangayes
El territorio de Busuanga ocupa la parte occidental de la Isla Busuanga, cubriendo en total un tercio de la isla, misma que forma parte del grupo de islas Calamianes. 
Su término incluye las siguientes islas e islotes: 
- Barrio de Caluit: Dimipac y Tanobán (Tanohon).
- Barrio de Cheey: Mitpet y Mitpit.
- Barrio de Buluang: Elet y Kalampisauán.
- Barrio de Nueva Busuanga: Bacbac, en la bahía de Gutob.
- Barrio de Panlaitán: Malajón, Talampulán, Dabotonay y Pamalicán.
- Barrio de San Isidro: Compare, Manolaba, Manolebeng, Talanpetán y Mapadolo.
- Barrio de Salvación: Salvación (Denicolán).
- Barrio de Sagrada: Tantangón, en la bahía de Guro.
- Barrio de Maglalambay: Popotoán, Nalaut Oriental, Nalaut Occidental, Malbinchilao del Norte,  Rat, Malbinchilao del Sur, Mangenguey y Depelengued.
- Barrio de Concepción: Pagtenga o Cay del Norte, Pagbinit o Cay del Sur, Maltatayoc, Dicilingán, Dasilingán (Dicilingán Maliit) , Horse, Malcatop, Malcatop Oriental, Dicoayán y Calumboyán.
- Barrio del Santo Niño: Lajo, Pass, Darab, Dibu, Santa Mónica y Manglet.

### Demografía
De acuerdo con el censo del año 2000, tiene una población de 16.287 habitantes y 3.047 hogares.

## Barrios
El municipio de Busuanga se divide, a los efectos administrativos, en 14 barangayes o barrios, conforme a la siguiente relación:
| - Bogtong (Bugtong) - Buluang (Bulwang) | - Cheey - Concepción - Maglalambay | - Nueva Busuanga (New Busuanga) (Población) - Vieja Busuanga (Old Busuanga) | - Panlaitán (Panlaytan) - Calauit (Quezón) | - Sagrada - Salvación - San Isidro | - San Rafael - Santo Niño |  |

## Historia
El 17 de junio de 1950, los barrios de  Concepción, Salvación,  Busuanga, Nueva Busuanga, Buluang, Quezón, Calawit, y Cheey que hasta ahora formaban parte del municipio de Corón pasan a constituir un nuevo municipio que será conocido con el nombre de Busuanga. Su ayuntamiento se situará en el barrio de Nueva Busuanga.
El 12 de marzo de 2001 los barrios de  Burabod y Halsey quedan separados de este municipio pasando a formar parte desde entonces al municipio de Culión. Ese mismo día se crea el barrio de Carabao para las comunidades culturales indígenas.